# Fritz Frey (Politiker)
Fritz Frey (* 14. August 1914 in Urspring; † 23. April 1984 in Eislingen/Fils) war ein deutscher Ingenieur und Politiker (CDU). Von 1968 bis 1980 gehörte Frey dem Landtag von Baden-Württemberg als Abgeordneter an (MdL).

## Leben und Wirken
Nach dem Besuch des Realprogymnasiums in Geislingen und der Oberrealschule in Göppingen war Fritz Frey zunächst von 1932 bis 1934 Praktikant in der Göppinger Maschinenindustrie, bevor er eine Ingenieursausbildung begann. Ab 1939 leistete er seinen Wehrdienst und geriet gegen Ende des Zweiten Weltkrieges in sowjetische Kriegsgefangenschaft. Seit 1950 arbeitete Frey für die L. Schuler GmbH in Göppingen, ab 1965 in der Position als Oberingenieur und Prokurist und später als Werksleiter.
Fritz Frey, seit 1956 Mitglied der Christlich Demokratische Union Deutschlands (CDU), war seit 1960 Kreisvorsitzender der CDU im Landkreis Göppingen und seit 1967 Mitglied des Landesvorstandes des Landesverbandes Nord-Württemberg. Bei den Landtagswahlen in Baden-Württemberg in den Jahren 1968 und 1972 konnte er jeweils das Direktmandat im Landtagswahlkreis Göppingen I erringen. Dieses Erstmandat verteidigte er bei der Landtagswahl 1976 im neu zugeschnittenen Landtagswahlkreis Göppingen. Zur Landtagswahl 1980 trat er nicht mehr an.